# Simas Jarumbauskas
Simas Jarumbauskas (Vilnius, 1º luglio 2000) è un cestista lituano.

## Carriera

### Nazionale
Nel 2019 ha partecipato al Mondiale Under-19, concluso al quarto posto finale.

## Palmarès

### Competizioni giovanili
- Euroleague Basketball Next Generation Tournament: 1

Lietuvos rytas: 2017-2018